# Temppeliaukio kirkko

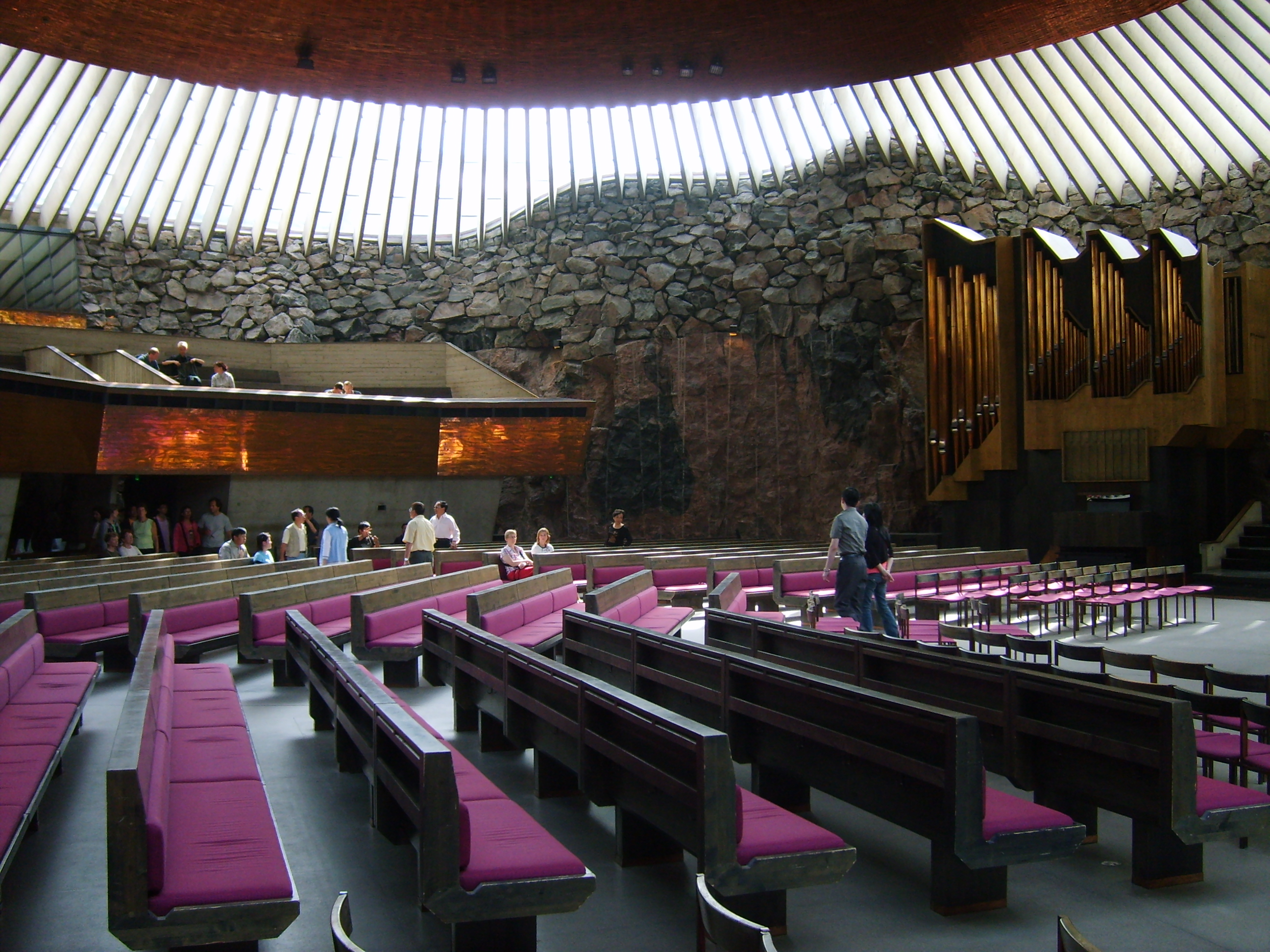
Temppeliaukio kirkko: interior.

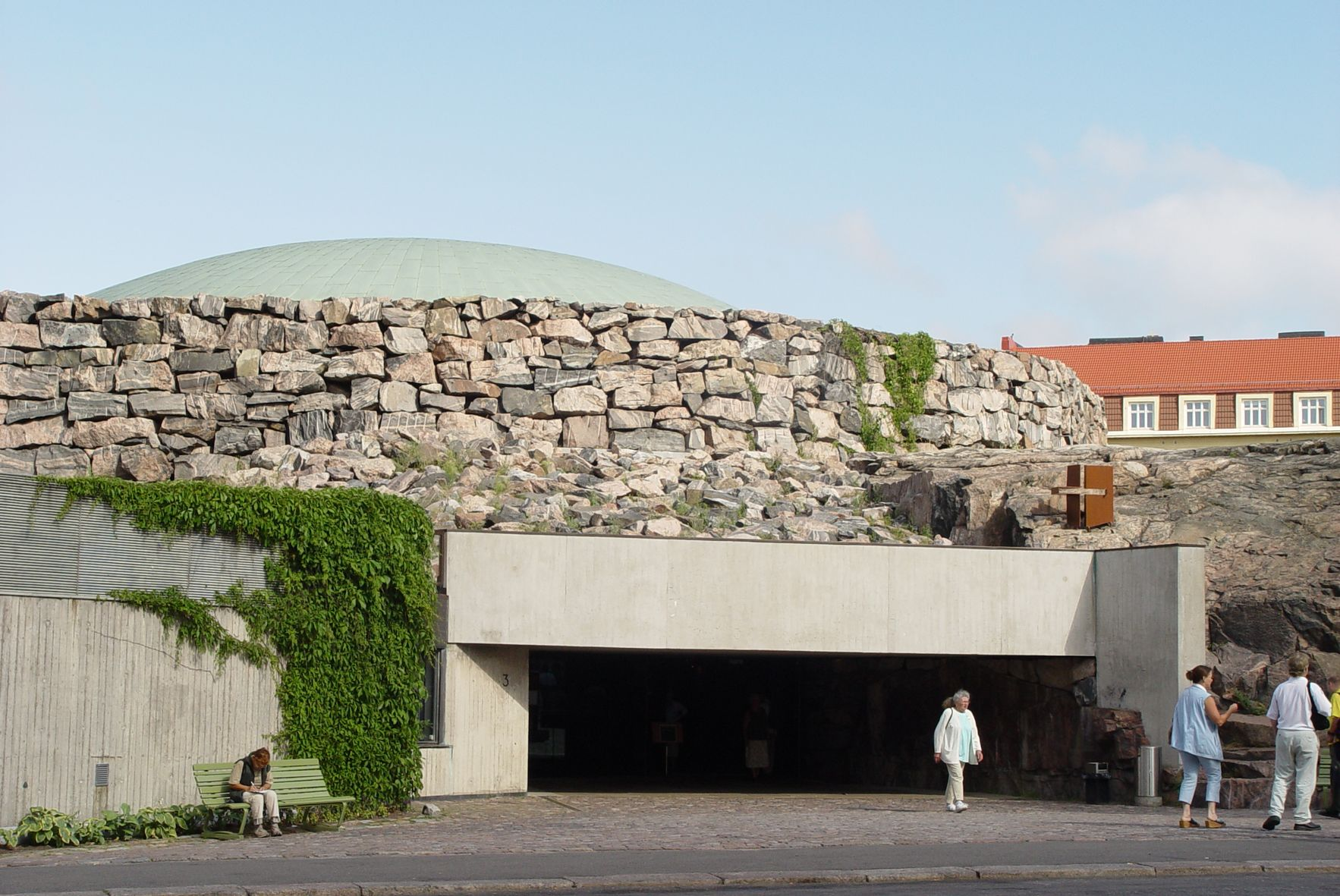
Temppeliaukio kirkko: exterior.

Temppeliaukio kirkko é uma igreja luterana situada em Helsínquia, na Finlândia.
Trata-se de uma obra arquitetónica moderna, idealizada pelos irmãos Timo e Tuomo Suomalainen. A sua construção teve início em 1968, tendo sido terminada e inaugurada em 1969. Em 1960, os irmãos Suomalainen venceram um concurso lançado para decidir quem iria conceber a nova igreja. Anteriormente, na década de 1930, tinham já sido realizados concursos para esse efeito, mas sem qualquer materialização.
Situada num bairro residencial, a maior parte da igreja é subterrânea. Foi construída a partir de uma rocha maciça de granito, cujo interior foi extraído, para dar forma às paredes. A cúpula de cobre é praticamente a única parte da estrutura que é visível a partir do exterior.
No interior, a igreja é circular, sendo as suas paredes de pedra despida. A iluminação é facultada por 180 pequenas janelas, que ligam a cúpula às paredes. Existe ainda uma varanda acobreada, que permite observar a igreja de cima para baixo. Dispõe também de um órgão.
O contraste entre os materiais naturais e os materiais feitos pelo homem e a configuração invulgar têm-na tornado um ponto turístico muito visitado.
As paredes de pedra conferem-lhe uma acústica de grande qualidade, sendo, por essa razão, frequentemente palco de concertos de música clássica.